# Zhu Lin (bádminton)
Zhu Lin (en chino: 朱琳; 30 de abril de 1984) es una deportista china que compitió en bádminton. Ganó una medalla de oro en el Campeonato Mundial de Bádminton de 2007, en la prueba individual.

## Palmarés internacional
| Campeonato Mundial | Campeonato Mundial     | Campeonato Mundial | Campeonato Mundial |
| Año                | Lugar                  | Medalla            | Prueba             |
| ------------------ | ---------------------- | ------------------ | ------------------ |
| 2007               | Kuala Lumpur (Malasia) | Medalla de oro     | Individual         |